# Берендейка

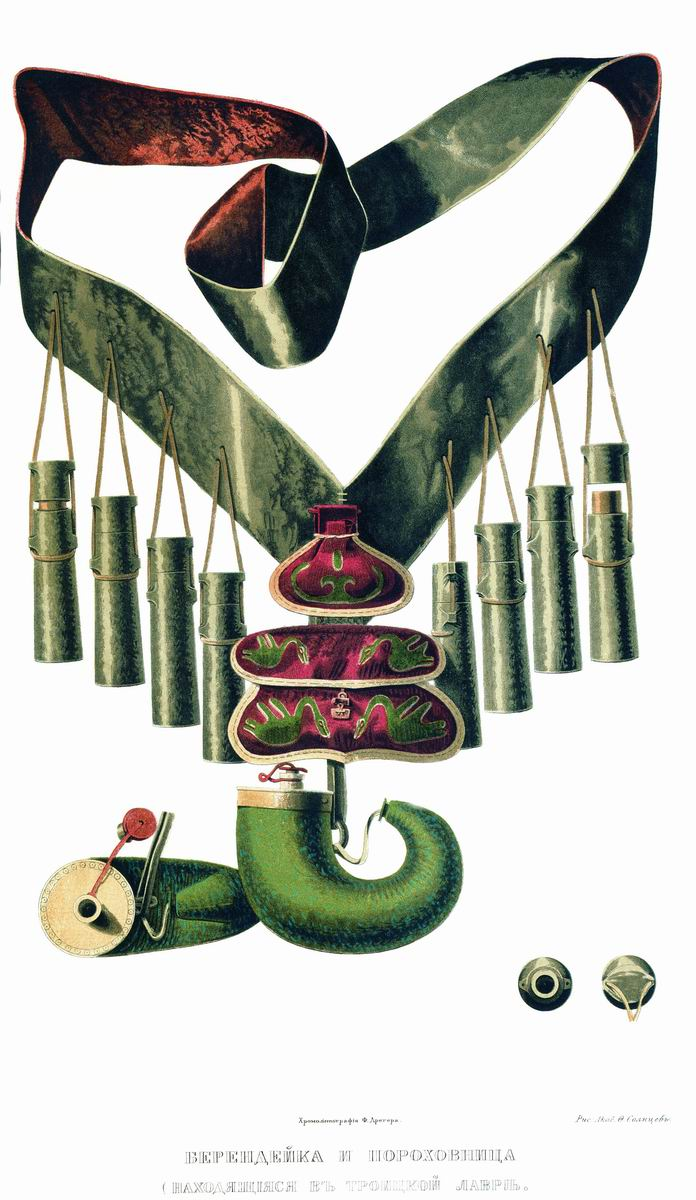
Берендейка й порохівниця

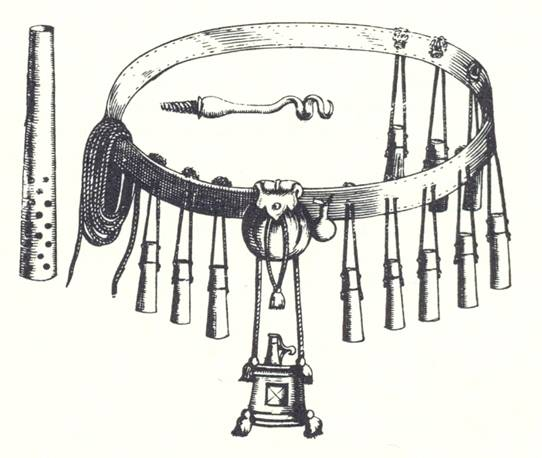
Німецька берендейка для аркебузи.

Беренде́йка — частина історичного військового спорядження (амуніції) європейської піхоти з вогнепальною зброєю.
Слово «берендейка» перекладається українською як «дерев'яна забавка»; назва пов'язана з місцем виготовлення таких фігурок — селом Берендєєво (нині Ярославської області).

## Опис
Являла собою ремінь через плече (перев'яз), до якого підвішувалося приладдя для заряджання рушниці: порохові заряди в дерев'яних трубочках, сумка для куль, запас ґнота, порохівниця чи ріг з порохом (для натрушування на зарядну полицю). Відміряні заздалегідь порції пороху прискорювали процес перезарядження в добу, що передувала появі рушничного набою.

## Історія
Берендейки з'явилися, очевидно, в Саксонії, наприкінці XVI століття, а на початок XVII вже використовуються в багатьох європейських арміях. Число трубочок із зарядами зазвичай дорівнювало 11-12 (звідси й інша назва «12 апостолів»), а виготовлялися вони з дерева чи бляхи, дерев'яні обтягалися шкірою (частіше чорною, червоною чи іншою темною). Трубочки споряджалися кришками. Ґніт зберігався в окремій сумці, або намотувався на ремінь, або на порохівницю. Московським стрільцям видавали 1-3 сажні ґнота на кожного. Наприкінці XVII століття, з впровадженням паперових набоїв, берендейки виходять з ужитку.
Було на озброєнні у пищальників, пізніше стрільців.

## Галерея

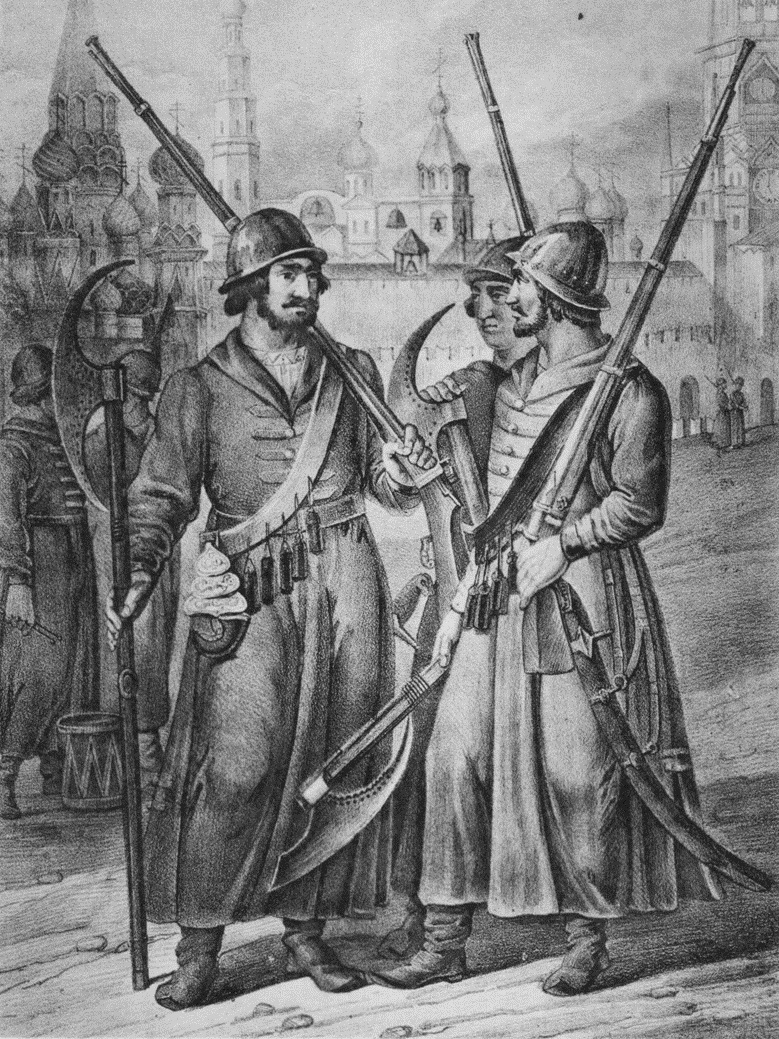
Стрільці в 1613 році (видні берендейки)[7].
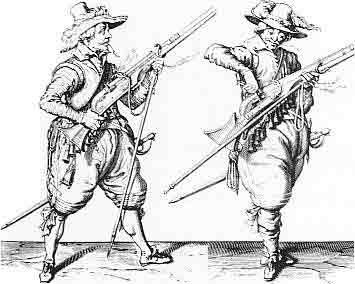
Мушкетери (видні берендейки).
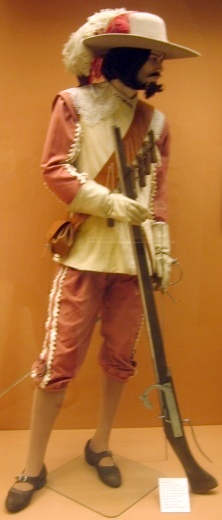
Іспанський аркебузер з берендейкою.
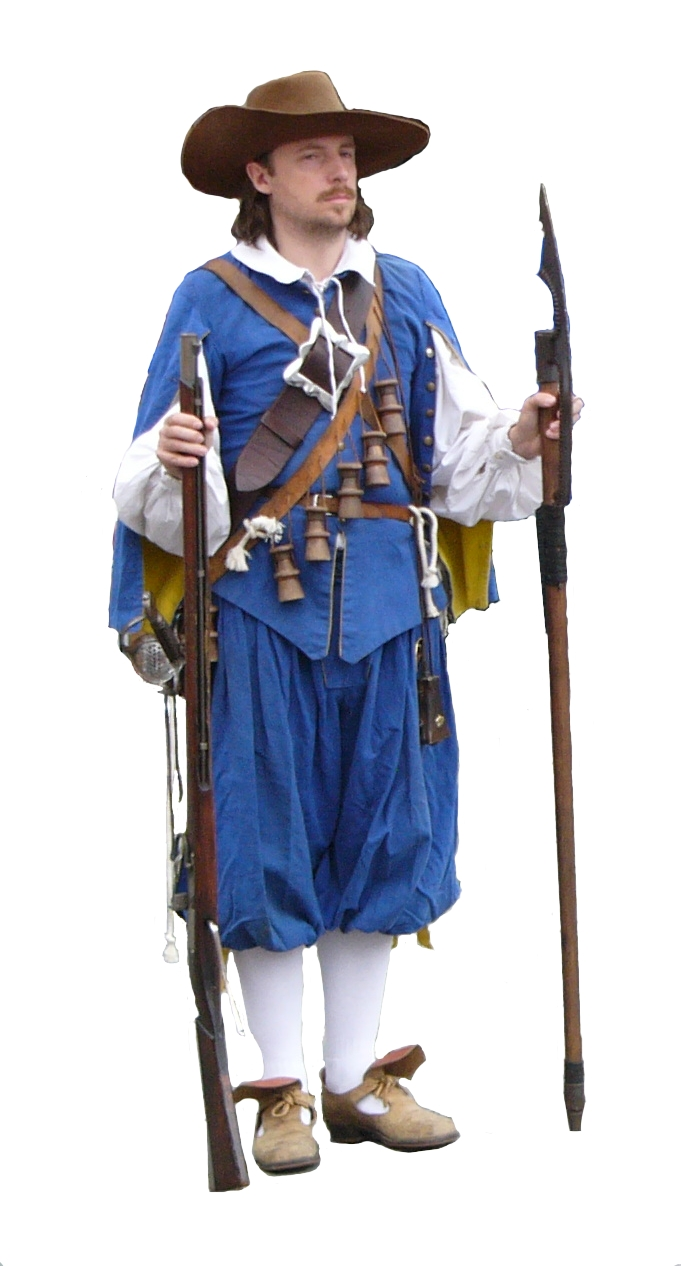
Мушкетер полка Альтблау з бердишем і берендейкою, Швеція, 1624—1650 років. Сучасна реконструкція.